# گلومچه
گلومچه (به بلغاری: Glumche) یک منطقهٔ مسکونی در بلغارستان است که در استان بورگاس واقع شده‌است.